# Jayne Anne Phillips
Pour les articles homonymes, voir Phillips.
Œuvres principales
- Billets noirs
- Rêves de machine
- Les Sentinelles

Jayne Anne Phillips, née le 19 juillet 1952 à Buckhannon en Virginie-Occidentale, est une écrivaine américaine. Elle remporte le prix Pulitzer 2024 pour son roman Les Sentinelles (Night Watch).

## Biographie

### Enfance et formation
Jayne Anne Phillips naît le 19 juillet 1952 à Buckhannon, en Virginie occidentale. Elle est fille unique. Son père, Russell Randolph Phillips, est entrepreneur. Sa mère, Martha Jane Thornhill Phillips, est enseignante. Ils divorcent en 1972.
Elle écrit depuis son enfance. Adolescente, elle écrit de la poésie. Son histoire familiale et la région des Appalaches occupent une place importante dans son travail.
Elle vit à Buckhannon jusqu'à son départ pour l'Université de Virginie occidentale à Morgantown en 1970. Elle est diplômée en anglais en 1974. Pendant ses études, elle utilise la thérapie poétique dans son travail bénévole pour un programme de tutorat destiné aux enfants à faible revenu dans les camps miniers. Elle travaille également comme professeur adjoint d'écriture créative dans le programme Poets in Schools dans le nord de la Virginie occidentale.
Elle reprend ses études en 1976, au sein de l'atelier d'écrivains de l'Université de l'Iowa. Elle obtient un MFA avec distinction en 1978.
Elle est boursière au Radcliffe College de 1980 à 1981.

### Carrière
Après l'obtention de son diplôme, elle voyage avec un ami en Californie, faisant de l'auto-stop et occupant des emplois temporaires. Pendant une brève période, elle réside à Boulder, dans le Colorado, avant de rentrer en Virginie occidentale et de travailler comme enseignante de titre I pour le conseil scolaire du comté d'Upshur.
Pendant ce temps, elle continue d'écrire des poèmes, qui évoluent vers ce qu'elle appelle des « fictions courtes ». Une collection de ceux-ci, Sweethearts, est publiée par Truck Press en 1976 et remporte un Fels Award ; plusieurs de ces pièces sont ensuite publiées dans l'édition 1977 de Pushcart Prize Stories et lui valent une reconnaissance supplémentaire, notamment une bourse du National Endowment for the Arts.
Elle fréquente l'Université de l'Iowa de 1976 à 1978. À cette époque, une deuxième édition de Sweethearts est publiée. Un autre recueil de courtes fictions séquentielles, Counting, est publié par Vehicle Editions et remporte le Prix Saint-Laurent. Parallèlement à ses études, elle est assistante d'enseignement à l'Université de l'Iowa.
En 1978, elle commence à enseigner au Humboldt State College en Californie.
En 1979, elle rencontre l'éditeur Seymour "Sam" Lawrence de Delacorte Press alors qu'elle assiste à la St. Lawrence Writers Conference. Celui-ci publie son recueil de nouvelles Black Tickets cette année-là. Le livre est acclamé par la critique et reçoit le prix Sue Kaufman de l'Académie américaine et de l'Institut des arts et des lettres pour la première fiction. Elle accepte alors une bourse d'écriture au Fine Arts Work Center de Provincetown, dans le Massachusetts, en 1979.
Après une année en tant que boursière au Radcliffe College de 1980 à 1981, elle enseigne au Williams College en 1981 et devient professeur agrégé d'anglais à l'Université de Boston en 1982.
Son premier roman, Rêves de machine (en anglais Machine Dreams), qui romance l'histoire de sa famille dans le contexte de la guerre du Vietnam, est publié en 1984 et devient un best-seller,. Elle reçoit alors sa deuxième bourse du National Endowment for the Arts.
En 1987, elle publie un autre recueil de nouvelles, Fast Lanes, puis, en 1988, reçoit une bourse Guggenheim.
Elle enseigne à l'Université Harvard en 1992.
En 1994, elle publie son deuxième roman, Camp d'été, sur la perte d'innocence vécue par des jeunes filles lors d'un camp d'été. Parallèlement, elle doit faire face aux décès de Sam Lawrence, qu'elle appelait le « bienfaiteur » de sa vie d'écrivaine, et de ses parents, tous deux morts d'un cancer.
Elle enseigne de nouveau à l'Université Harvard en 1995 et 1996. En 1996, elle est nommée « écrivain en résidence » à l'Université Brandeis.
Elle reçoit un Oscar de littérature de l'Académie américaine des arts et des lettres en 1997.
Elle publie son troisième roman, Traits d'union, en 2000. Le roman reflète ses expériences en tant que soignante auprès de sa mère en phase terminale d'un cancer alors qu'elle devient elle-même mère et belle-mère,.
En 2007, elle devient directrice d'un nouveau programme de maîtrise en écriture créative pour l'Université Rutgers à Newark, dans le New Jersey, qu'elle a elle-même développé,.
Son quatrième roman, Lark et Termite, est publié en 2009 et est finaliste pour le National Book Award in fiction et le National Book Critics Circle Award,,,. Il est également lauréat du prix Heartland 2009. Lark et Termite est centré sur cinq personnages : Lark, 17 ans ; Termite, 9 ans, le demi-frère gravement handicapé de Lark ; Nonie, la tante maternelle qui prend soin de Lark et Termite ; Lola, la mère des enfants ; et le caporal Robert Leavitt, le père de Termite, qui dirige une évacuation de réfugiés coréens pendant la guerre de Corée. Le livre raconte cette évacuation ainsi que les conséquences de la guerre sur la vie de Lark, Termite et Nonie dans une petite ville de Virginie occidentale en 1959,.
En 2013, elle publie Tous les vivants, un roman retraçant l'histoire du tueur américain Harry Powers. Non loin de chez l'autrice, à Quiet Dell, en Virginie-Occidentale, ce dernier a séquestré puis assassiné en 1931 une femme et ses trois enfants. Jayne Anne Phillips raconte l'histoire de cette famille et notamment celle de la plus jeune victime, Annabel.
Elle remporte le prix Pulitzer 2024 pour son roman Les Sentinelles (Night Watch). Le livre raconte l'histoire d'une mère et de sa fille dans un asile d'aliénés de Virginie-Occidentale après la guerre civile,,.

### Vie privée
Le 26 mai 1985, elle épouse le cardiologue Mark Stockman qui a deux fils, Ben et Noah, d'un précédent mariage. Ensemble, ils ont deux fils : Theo Thornhill Stockman, né le 27 décembre 1984, et Soren Phillips Stockman, né le 4 juillet 1988. Theo Stockman devient acteur et Soren Stockman un poète,.

## Œuvres

### Romans
- Rêves de machine, Albin Michel, 1992 ((en) Machine Dreams, 1984)
- Camp d'été, Plon, 1996 ((en) Shelter, 1994)
- Traits d'union, Christian Bourgois, 2001 ((en) MotherKind, 2000)
- Lark et Termite, Christian Bourgois, 2009 ((en) Lark and Termite, 2009)
- Tous les vivants, L'Olivier, 2016 ((en) Quiet Dell, 2013)
- Les Sentinelles, Phébus, 2025 ((en) Night Watch, 2023), trad. Marc Amfreville  (ISBN 978-2-7529-1474-3)À paraître le 28 août 2025

### Recueils de nouvelles
- (en) Sweethearts, 1976
- (en) Counting, 1978
- Billets noirs, Belfond, 1982 ((en) Black Tickets, 1979)
- Voies express, Christian Bourgois, 1990 ((en) Fast Lanes, 1988)